# Czyściec (roślina)

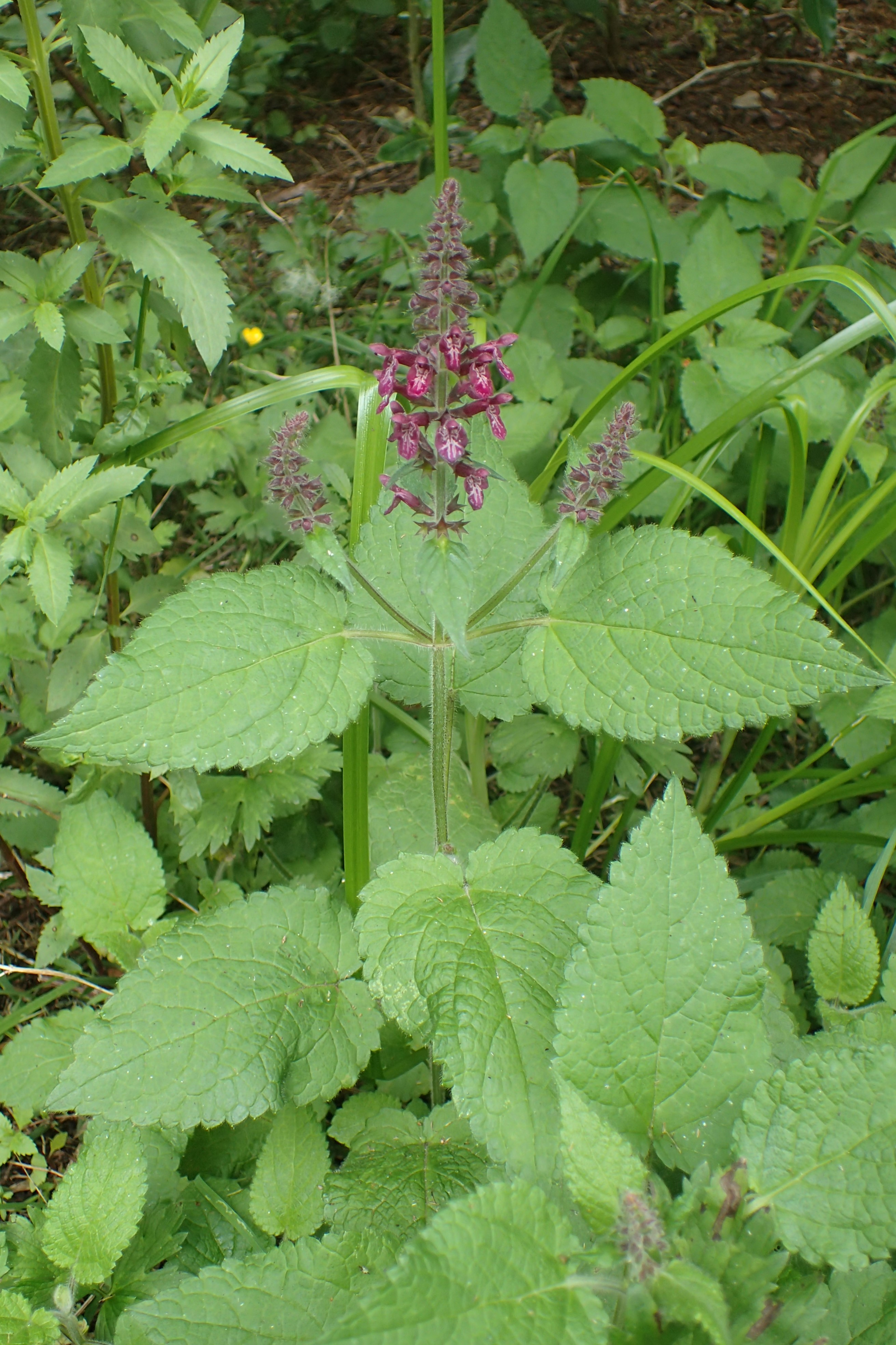
Czyściec leśny

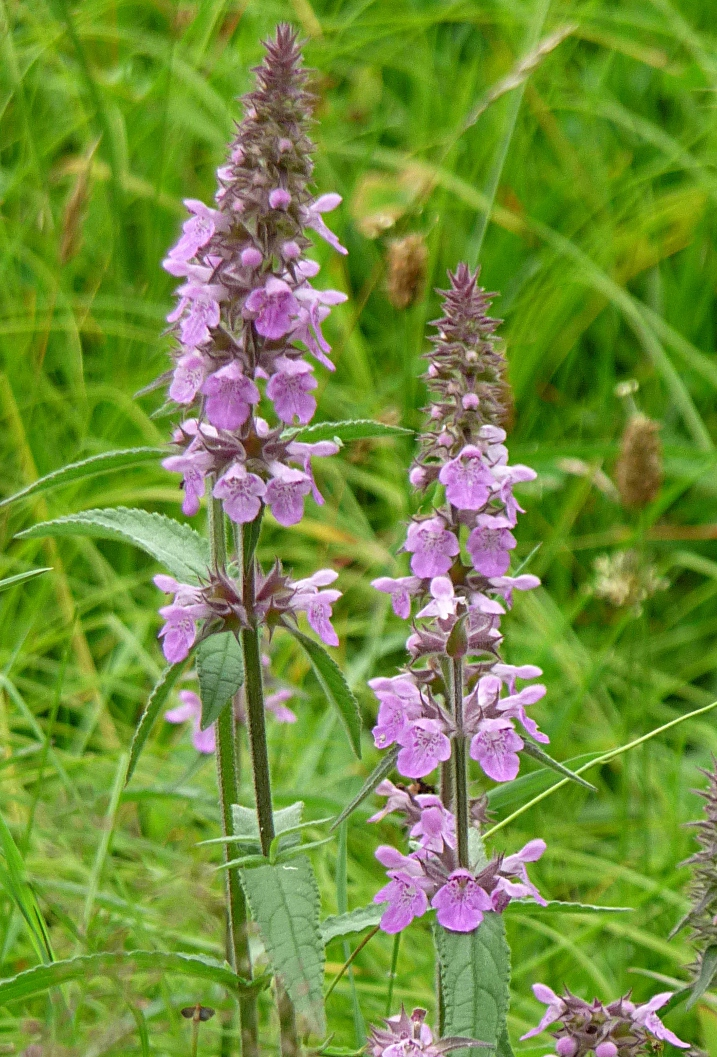
Czyściec błotny

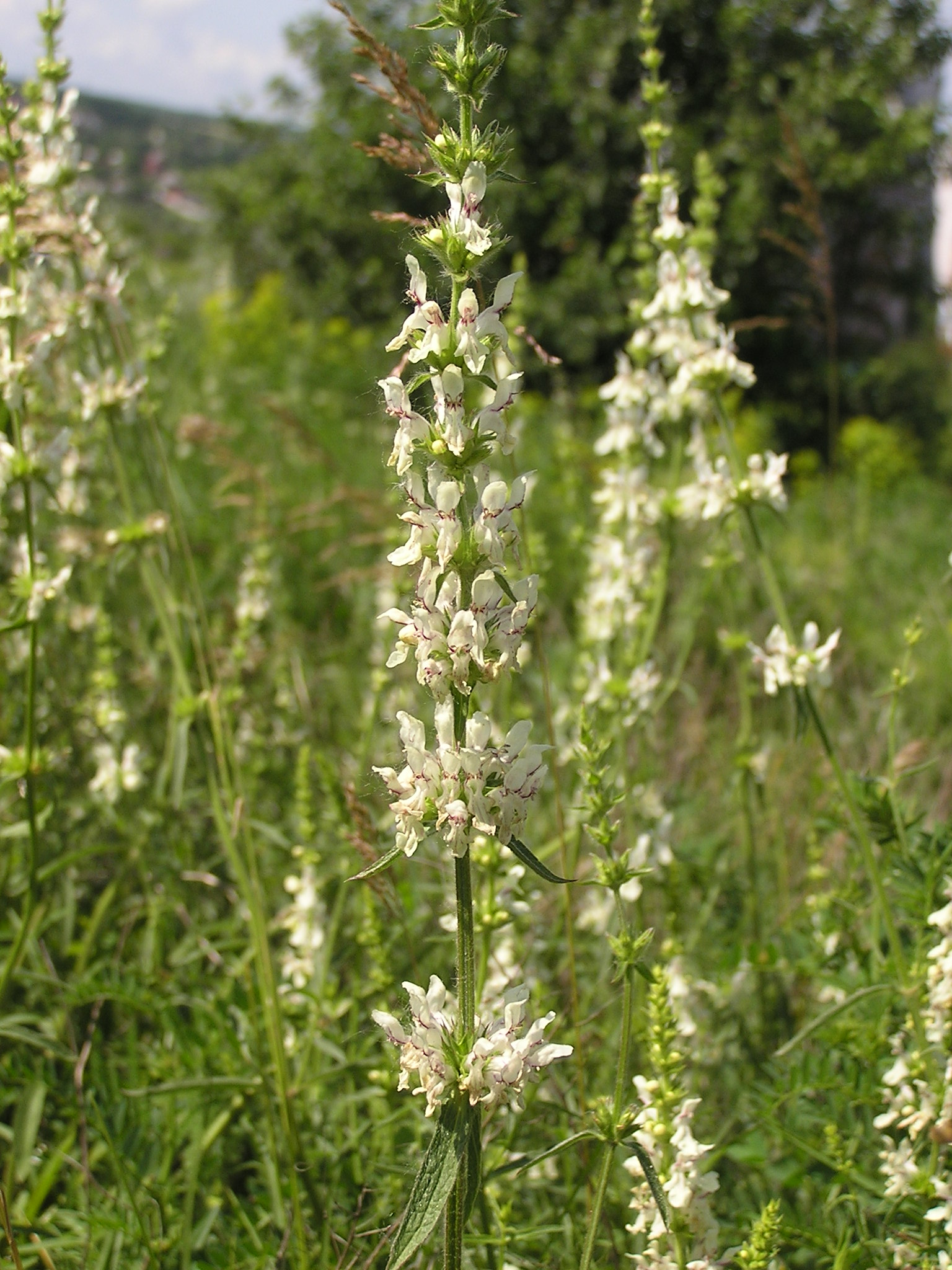
Czyściec prosty

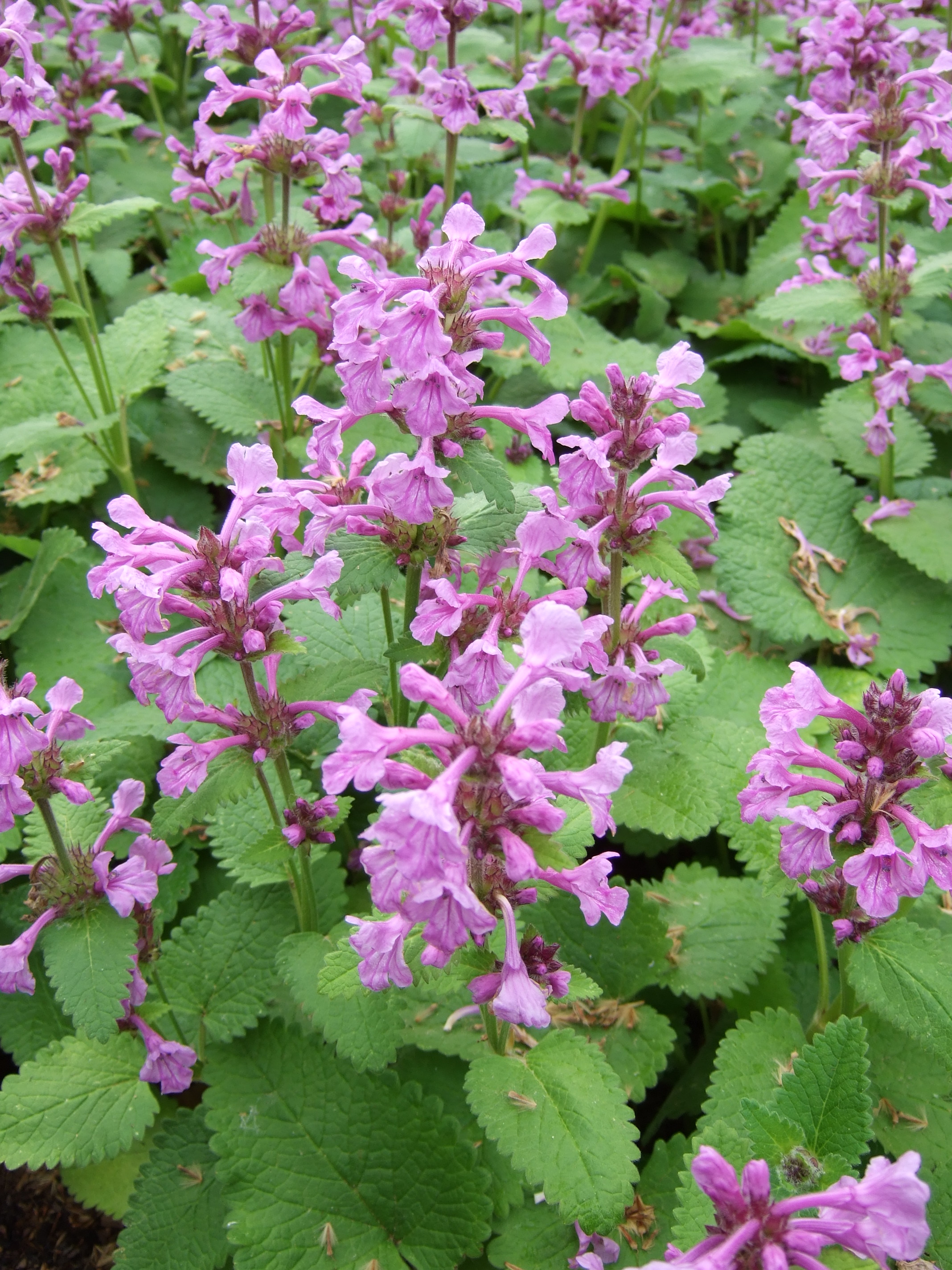
Czyściec wielkokwiatowy

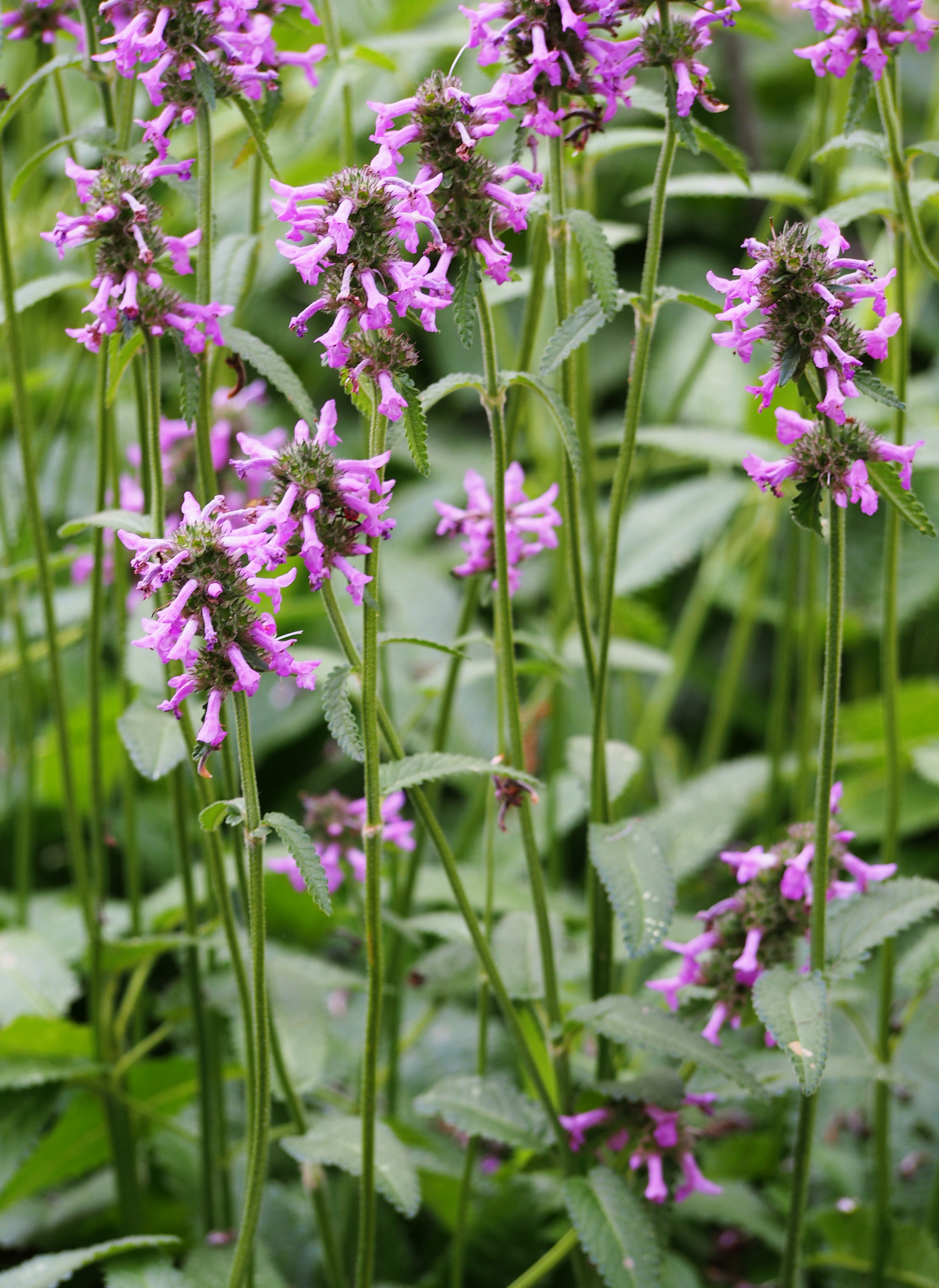
Bukwica zwyczajna, czyściec lekarski

Czyściec (Stachys L.) – rodzaj roślin z rodziny jasnotowatych (Lamiaceae). Liczy ok. 300–375 gatunków, występujących w strefach umiarkowanych i ciepłych, głównie na półkuli północnej. W strefie tropikalnej spotykany tylko w górach. Rośliny różnych siedlisk, najczęściej jednak miejsc suchych i skalistych. W obrębie rodzaju wyróżnia się dwa podrodzaje – Stachys i Betonica, przy czym pozycja tego drugiego jako podrodzaju lub odrębnego rodzaju nie jest ustalona i wciąż podlega debacie.  Liczne gatunki uprawiane są jako ozdobne (zwłaszcza bukwica zwyczajna, czyściec wielkokwiatowy, czyściec wełnisty). Czyściec bulwiasty ma jadalne bulwy.

## Rozmieszczenie
Zasięg rodzaju obejmuje wszystkie kontynenty z wyjątkiem Australii i Antarktydy. Najbardziej jest jednak zróżnicowany na półkuli północnej, w strefie klimatu umiarkowanego. Do obszarów o szczególnym zróżnicowaniu rodzaju należy Turcja, w której występują 72 gatunki, w tym 25 endemitów, w całej Europie rośnie 81 gatunków (w tym 26 endemitów), liczne gatunki rosną w Azji południowo-zachodniej (tylko w Iranie 47 gatunków, w tym 25 endemitów) i pozostałej części Azji (np. w Chinach 18 gatunków, w tym 13 endemitów), poza tym w Afryce Północnej rośnie 20 gatunków (7 endemitów). Wyraźnie izolowany ośrodek znajduje się w Afryce Południowej, gdzie wśród 41 gatunków aż 40 to endemity). W Ameryce Północnej występuje 28–32 gatunków (w tym 22–25 endemitów), w Ameryce Środkowej 38 gatunków (wszystkie to endemity), w Ameryce Południowej – 12 (w tym 7 endemitów).
Gatunki dziko rosnące we florze Polski
- czyściec błotny Stachys palustris L.
- czyściec górski, cz. alpejski Stachys alpina L.
- czyściec kosmaty Stachys germanica L.
- czyściec leśny Stachys silvatica L.
- czyściec polny Stachys arvensis (L.) L. – antropofit zadomowiony
- czyściec prosty Stachys recta L.
- czyściec roczny Stachys annua (L.) L. – antropofit zadomowiony

W niektórych ujęciach do rodzaju włączana jest bukwica zwyczajna Betonica officinalis L. (jako Stachys officinalis L.).

## Morfologia
PokrójRośliny jednoroczne lub byliny, rzadko drewniejące u dołu (półkrzewy) lub krzewy. Osiągają zwykle do 70 cm wysokości. Często z kłączami, czasem z bulwami.
LiścieNaprzeciwległe, często gęsto owłosione.
KwiatyZebrane po dwa lub zwykle w większej liczbie w nibyokółki tworzące na szczycie pędu kwiatostan kłosokształtny. Szypułki kwiatowe bardzo krótkie lub kwiaty siedzące. Kielich rurkowaty, dzwonkowaty lub lejkowaty z 5 ząbkami i 5 lub 10 żyłkami. Ząbki kielicha zaostrzone do ościstych. Korona kwiatu grzbiecista – 5 płatków zrośniętych u nasady w rurkę, a na końcu dwuwargowe, przy czym górna, prosto wzniesiona warga powstaje z dwóch płatków (dlatego jest rozcięta), a dolna warga powstaje z trzech płatków. Środkowa łatka dolnej wargi z reguły jest większa od dwóch bocznych. Korona ma różną barwę – od białej, przez szarą, kremową, żółtą, pomarańczową, do purpurowej i czerwonej. Pręciki 4, w dwóch parach, zwykle wygięte na boki. Zalążnia dwukomorowa, w każdej z dwoma zalążkami. Szyjka słupka pojedyncza.
OwoceRozłupnia rozpadająca się na cztery rozłupki.

## Systematyka
Rodzaj typowy plemienia Stachydeae w obrębie podrodziny Lamioideae w rodzinie jasnotowatych Lamiaceae Martinov, nom. cons.
W obrębie rodzaju wyróżniane są dwa podrodzaje – Stachys i Betonica (L.) Bhattacharjee, przy czym pozycja tego drugiego jako podrodzaju lub odrębnego rodzaju nie jest ustalona i wciąż podlega debacie. Badania molekularne wskazują na bazalną i odrębną pozycję roślin z grupy Betonica w stosunku do pozostałych roślin z rodzaju Stachys, przemawiają za tym także wyniki analiz biochemicznych i z zakresu morfologii (odrębna budowa włosków).  
Wykaz gatunków
- Stachys abchasica (N.P.Popov ex Grossh.) Czerep.
- Stachys acerosa Boiss.
- Stachys aculeolata Hook.f.
- Stachys adulterina Hemsl.
- Stachys aegyptiaca Pers.
- Stachys aethiopica L.
- Stachys affinis Bunge – czyściec bulwiasty
- Stachys agraria Schltdl. & Cham.
- Stachys ajugoides Benth.
- Stachys albanica Markgr.
- Stachys albens A.Gray
- Stachys albicaulis Lindl.
- Stachys albiflora N.E.Br.
- Stachys albotomentosa Ramamoorthy
- Stachys aleurites Boiss. & Heldr.
- Stachys alopecuros (L.) Benth.
- Stachys alpigena T.C.E.Fr.
- Stachys alpina L. – czyściec górski, cz. alpejski
- Stachys amanica P.H.Davis
- Stachys × ambigua Sm.
- Stachys anamurensis Sümbül
- Stachys andongensis Hiern
- Stachys angustifolia M.Bieb.
- Stachys anisochila Vis. & Pancic
- Stachys annua (L.) L. – czyściec roczny
- Stachys antalyensis Ayasligil & P.H.Davis
- Stachys aperta Epling
- Stachys arabica Hornem.
- Stachys arachnoidea Codd
- Stachys araucana Phil.
- Stachys araxina Kopell.
- Stachys arenaria Vahl
- Stachys arenariiformis Rouy
- Stachys argillicola Sebsebe
- Stachys aristata Greenm.
- Stachys arrecta L.H.Bailey
- Stachys arriagana B.L.Turner
- Stachys arvensis (L.) L. – czyściec polny
- Stachys aspera Michx.
- Stachys asperata Hedge
- Stachys asterocalyx Rech.f.
- Stachys atherocalyx K.Koch
- Stachys aucheri Benth.
- Stachys aurea Benth.
- Stachys babunensis Micevski
- Stachys bakeri Briq.
- Stachys balansae Boiss. & Kotschy – czyściec Balansy
- Stachys balensis Sebsebe
- Stachys ballotiformis Vatke
- Stachys bayburtensis R.Bhattacharjee & Hub.-Mor.
- Stachys baytopiorum Kit Tan & Yildiz
- Stachys beckeana Dörfl. & Hayek
- Stachys benthamiana Boiss.
- Stachys bergii G.A.Mulligan & D.B.Munro
- Stachys betoniciflora Rupr.
- Stachys biflora Hook. & Arn.
- Stachys bigelovii A.Gray
- Stachys bizensis Schweinf. ex Penzig
- Stachys × bodeana Bunge
- Stachys bogotensis Kunth
- Stachys bolusii Skan
- Stachys bombycina Boiss.
- Stachys boraginoides Schltdl. & Cham.
- Stachys brachiata Bojer ex Benth.
- Stachys brachyclada Noë ex Coss.
- Stachys brantii Benth.
- Stachys bridgesii Benth.
- Stachys bullata Benth.
- Stachys burchelliana Launert
- Stachys burgsdorffioides (Benth.) Boiss.
- Stachys × burrii P.H.Davis
- Stachys buttleri R.R.Mill
- Stachys byzantina K.Koch – czyściec wełnisty
- Stachys caffra E.Mey. ex Benth.
- Stachys calcicola Epling
- Stachys candida Bory & Chaub.
- Stachys canescens Bory & Chaub.
- Stachys cataonica R.Bhattacharjee & Hub.-Mor.
- Stachys chamissonis Benth.
- Stachys chasmosericea Ayasligil & P.H.Davis
- Stachys chinensis Bunge ex Benth.
- Stachys choruhensis Kit Tan & Sorger
- Stachys chrysantha Boiss. & Heldr.
- Stachys circinata L'Hér.
- Stachys citrina Boiss. & Heldr. ex Benth.
- Stachys clingmanii Small
- Stachys coccinea Ortega
- Stachys collina Brandegee
- Stachys comosa Codd
- Stachys cordata Riddell
- Stachys cordifolia Prain
- Stachys corsica Pers.
- Stachys cretica L. – czyściec szałwiolistny
- Stachys × cryptadenia Rech.f.
- Stachys cuneata Banks ex Benth.
- Stachys cydni Kotschy ex Gemici & Leblebici
- Stachys cymbalaria Briq.
- Stachys darcyana A.Pool
- Stachys debilis Kunth
- Stachys didymantha Brenan
- Stachys dinteri Launert
- Stachys discolor Benth. – czyściec dwubarwny
- Stachys distans Benth.
- Stachys diversifolia Boiss.
- Stachys dregeana Benth.
- Stachys drummondii Benth.
- Stachys durandiana Coss.
- Stachys duriaei Noë
- Stachys ehrenbergii Boiss.
- Stachys elliptica Kunth
- Stachys eplingii J.B.Nelson
- Stachys erectiuscula Gürke
- Stachys eremicola Epling
- Stachys eriantha Benth.
- Stachys euadenia P.H.Davis
- Stachys euboica Rech.f.
- Stachys fendleri Briq.
- Stachys flavescens Benth.
- Stachys flexuosa Skan
- Stachys floccosa Benth.
- Stachys floridana Shuttlew. ex Benth.
- Stachys folifolia Hedge
- Stachys fominii Sosn. ex Grossh.
- Stachys fontqueri Pau
- Stachys forsythii Hedge
- Stachys fragillima Bornm.
- Stachys fruticulosa M.Bieb.
- Stachys geobombycis C.Y.Wu
- Stachys germanica L. – czyściec kosmaty
- Stachys gilliesii Benth.
- Stachys glandulibracteata Y.B.Harv.
- Stachys glandulifera Post
- Stachys glandulosa Hutch. & E.A.Bruce
- Stachys globosa Epling
- Stachys glutinosa L.
- Stachys gossweileri G.Taylor
- Stachys graciliflora C.Presl
- Stachys graeca Boiss. & Heldr.
- Stachys grandidentata Lindl.
- Stachys grandifolia E.Mey.
- Stachys graveolens Nábelek
- Stachys guyoniana Noë ex Batt.
- Stachys hamata Epling
- Stachys harleyana A.Pool
- Stachys hebens Epling
- Stachys heraclea All. – czyściec barszczowaty
- Stachys herrerae Epling
- Stachys herrerana Rzed. & Calderón
- Stachys hians Briq.
- Stachys hildebrandtii Vatke
- Stachys hintoniorum B.L.Turner
- Stachys hispida Pursh
- Stachys hissarica Regel
- Stachys huber-morathii R.Bhattacharjee
- Stachys huetii Boiss.
- Stachys huillensis Hiern
- Stachys humbertii Hedge
- Stachys humifusa Burch. ex Benth.
- Stachys hydrophila Boiss.
- Stachys hyssopifolia Michx.
- Stachys hyssopoides Burch. ex Benth.
- Stachys iberica M.Bieb.
- Stachys iltisii J.B.Nelson
- Stachys inanis Hausskn. & Bornm.
- Stachys inclusa Epling
- Stachys inflata Benth.
- Stachys intermedia Aiton
- Stachys ionica Halácsy
- Stachys iraqensis R.Bhattacharjee
- Stachys iva Griseb.
- Stachys ixodes Boiss. & Hausskn.
- Stachys jaimehintonii B.L.Turner
- Stachys jijigaensis Sebsebe
- Stachys keerlii Benth.
- Stachys kermanshahensis Rech.f.
- Stachys ketenoglui Kaynak, Daskin & Yilmaz
- Stachys koelzii Rech.f.
- Stachys komarovii Knorring
- Stachys kotschyi Boiss. & Hohen.
- Stachys kouyangensis (Vaniot) Dunn
- Stachys kulalensis Sebsebe
- Stachys kuntzei Gürke
- Stachys kurdica Boiss. & Hohen.
- Stachys lamarckii Benth.
- Stachys lamioides Benth.
- Stachys langmaniae Rzed. & Calderón
- Stachys lanigera (Bornm.) Rech.f.
- Stachys latidens Small
- Stachys lavandulifolia Vahl – czyściec lawendolistny
- Stachys laxa Boiss. & Buhse
- Stachys leucoglossa Griseb.
- Stachys × leucomalla Bornm. & Gauba
- Stachys libanotica Benth.
- Stachys lindenii Benth.
- Stachys linearis Burch. ex Benth.
- Stachys longiflora Boiss. & Balansa
- Stachys longispicata Boiss. & Kotschy
- Stachys lyallii Benth.
- Stachys macraei Benth.
- Stachys macrantha (K.Koch) Stearn – czyściec wielkokwiatowy, cz. wielkopłatkowy, bukwica kaukaska
- Stachys macrophylla Albov
- Stachys macrostachys (Wender.) Briq. – czyściec wielkokłosowy
- Stachys macrotricha Rech.f. & Goulimy
- Stachys manantlanensis B.L.Turner
- Stachys mandoniana Briq.
- Stachys marashica Ilçim, Çenet & Dadandi
- Stachys mardinensis (Post) R.R.Mill
- Stachys maritima Gouan
- Stachys marrubiifolia Viv.
- Stachys matthewsii G.P.Fleming, J.B.Nelson & J.F.Towns.
- Stachys mayorii Briq.
- Stachys megalodonta Hausskn. & Bornm. ex P.H.Davis
- Stachys melampyroides Hand.-Mazz.
- Stachys melissifolia Benth.
- Stachys menthifolia Vis.
- Stachys menthoides Kotschy & Boiss.
- Stachys mexicana Benth.
- Stachys mialhesii Noë
- Stachys milanii Petrov ex Magnier
- Stachys mohinora B.L.Turner
- Stachys mollissima Willd.
- Stachys moorei B.L.Turner
- Stachys mouretii Batt. & Pit.
- Stachys mucronata Sieber ex Spreng.
- Stachys multicaulis Benth.
- Stachys munzurdagensis R.Bhattacharjee
- Stachys musili Velen.
- Stachys namazdaghensis Yıld.
- Stachys natalensis Hochst.
- Stachys nemorivaga Briq.
- Stachys nepetifolia Desf.
- Stachys nephrophylla Rech.f.
- Stachys neurocalycina Boiss.
- Stachys nigricans Benth.
- Stachys nivea Labill. – czyściec śnieżny
- Stachys nubilorum Epling
- Stachys obliqua Waldst. & Kit.
- Stachys oblongifolia Wall. ex Benth.
- Stachys obscura Boiss. & Balansa
- Stachys obtusicrena Boiss.
- Stachys obtusifolia MacOwan
- Stachys ochroleuca Phil.
- Stachys ocymastrum (L.) Briq.
- Stachys officinalis (L.) Trevis. – bukwica zwyczajna, czyściec lekarski
- Stachys oligantha Baker
- Stachys oreophila Hedge
- Stachys ossetica (Bornm.) Czerep.
- Stachys pacifica B.L.Turner
- Stachys palaestina L.
- Stachys palustris L. – czyściec błotny
- Stachys paneiana Mouterde
- Stachys pannosa Phil.
- Stachys × paraplesia Rech.f.
- Stachys parolinii Vis.
- Stachys pauli Grossh.
- Stachys penanevada B.L.Turner
- Stachys persepolitana Boiss.
- Stachys persica S.G.Gmel. ex C.A.Mey. – czyściec perski
- Stachys peruviana Dombey ex Benth.
- Stachys petrokosmos Rech.f.
- Stachys philippiana Vatke
- Stachys pilifera Benth.
- Stachys pilosa Nutt.
- Stachys pilosissima M.Martens & Galeotti
- Stachys pinardii Boiss.
- Stachys pinetorum Boiss. & Balansa
- Stachys pittieri Briq.
- Stachys plumosa Griseb.
- Stachys pradica (Zanted.) Greuter & Pignatti
- Stachys pringlei Greenm.
- Stachys pseudobombycina Kaynak, Daşkın & Yılmaz
- Stachys pseudohumifusa Sebsebe
- Stachys pseudonigricans Gürke
- Stachys pseudophlomis C.Y.Wu
- Stachys pseudopinardii R.Bhattacharjee & Hub.-Mor.
- Stachys pubescens Ten. – czyściec omszony
- Stachys pumila Banks & Sol.
- Stachys pusilla (Wedd.) Briq.
- Stachys pycnantha Benth.
- Stachys pyramidalis J.K.Morton
- Stachys radicans Epling
- Stachys ramosissima Montbret & Aucher ex Benth.
- Stachys recta L. – czyściec prosty
- Stachys rehmannii Skan
- Stachys reptans Hedge
- Stachys reticulata Codd
- Stachys riederi Cham.
- Stachys rigida Nutt. ex Benth.
- Stachys riparia A.Pool
- Stachys rivularis J.M.Wood & M.S.Evans
- Stachys rizeensis R.Bhattacharjee
- Stachys rosea (Desf.) Boiss.
- Stachys rothrockii A.Gray
- Stachys rotundifolia Moc. & Sessé ex Benth.
- Stachys rubella Hedge
- Stachys rudatisii Skan
- Stachys rugosa Aiton
- Stachys rupestris Montbret & Aucher ex Benth.
- Stachys salisii Jord. & Fourr.
- Stachys sanchezii Rzed. & A.García
- Stachys sandersii B.L.Turner
- Stachys saturejoides Montbret & Aucher ex Benth.
- Stachys saxicola Coss. & Balansa
- Stachys scaberula Vatke
- Stachys scabrida Skan
- Stachys scardica (Griseb.) Hayek
- Stachys schimperi Vatke
- Stachys schtschegleevii Sosn. ex Grossh.
- Stachys serbica Pancic
- Stachys sericantha P.H.Davis
- Stachys sericea Cav.
- Stachys sericophylla Halácsy
- Stachys sessilifolia E.Mey.
- Stachys sessilis Gürke
- Stachys setifera C.A.Mey. – czyściec szczeciniasty
- Stachys siamensis Muschl.
- Stachys simplex Schltr.
- Stachys sivasica Kit Tan & Yildiz
- Stachys sosnowskyi Kopell.
- Stachys sparsipilosa R.Bhattacharjee & Hub.-Mor.
- Stachys spathulata Burch. ex Benth.
- Stachys spectabilis Choisy ex DC. – czyściec okazały
- Stachys speluncarum Contandr. & Quézel
- Stachys sphaerodonta Baker
- Stachys spinosa L.
- Stachys spinulosa Sm.
- Stachys spreitzenhoferi Heldr.
- Stachys sprucei Briq.
- Stachys spruneri Boiss.
- Stachys stebbinsii G.A.Mulligan & D.B.Munro
- Stachys stricta Greene
- Stachys strictiflora C.Y.Wu
- Stachys subaphylla Rech.f.
- Stachys sublobata Skan
- Stachys subnuda Montbret & Aucher ex Benth.
- Stachys swainsonii Benth.
- Stachys sylvatica L. – czyściec leśny
- Stachys taliensis C.Y.Wu
- Stachys talyschensis Kapeller
- Stachys tenerrima Epling
- Stachys tenuifolia Willd.
- Stachys tetragona Boiss. & Heldr.
- Stachys thirkei K.Koch – czyściec Thirke'ego
- Stachys thunbergii Benth.
- Stachys tibetica Vatke
- Stachys tmolea Boiss. – czyściec anatolijski
- Stachys torresii B.L.Turner
- Stachys tournefortii Poir.
- Stachys trichophylla Baker
- Stachys trinervis Aitch. & Hemsl.
- Stachys truncata Kunze ex Benth.
- Stachys tubulosa MacOwan
- Stachys tundjeliensis Kit Tan & Sorger
- Stachys turcomanica Trautv. – czyściec turkmeński
- Stachys turkestanica (Regel) Popov ex Knorring
- Stachys turneri Rzed. & Calderón
- Stachys tymphaea Hausskn. – czyściec tymfeński
- Stachys tysonii Skan
- Stachys uniflora A.Pool
- Stachys urticoides Epling
- Stachys venezuelana Briq.
- Stachys venulosa Greene
- Stachys veroniciformis Rech.f.
- Stachys virgata Bory & Chaub.
- Stachys viscosa Montbret & Aucher ex Benth.
- Stachys viticina Boiss.
- Stachys vulnerabilis Rzed. & Calderón
- Stachys vuralii Yıldız, Dirmenci & Akçiçek
- Stachys willemsei Kit Tan & Hedge
- Stachys woronowii (Schischk. ex Grossh.) R.R.Mill
- Stachys xanthantha C.Y.Wu
- Stachys yemenensis Hedge
- Stachys yildirimlii Dinç
- Stachys zeyheri Skan
- Stachys zoharyana Eig

## Zastosowanie
Niektóre gatunki są uprawiane jako rośliny ozdobne. Czyściec bulwiasty ma jadalne bulwy. Uprawiany jest zwłaszcza w Japonii, ale na przełomie XIX i XX wieku uprawiany był także w różnych krajach europejskich. Gatunek ten jest blisko spokrewniony z europejskim czyśccem błotnym, także o zgrubiałych i jadalnych kłączach.